# Diareusa kemneri
Diareusa kemneri är en insektsart som beskrevs av Ossiannilsson 1940. Diareusa kemneri ingår i släktet Diareusa och familjen lyktstritar. Inga underarter finns listade i Catalogue of Life.